# Hydrophis parviceps
Espèce
Statut de conservation UICN

 DD  : Données insuffisantes
Hydrophis parviceps est une espèce de serpents de la famille des Elapidae.

## Répartition
Cette espèce marine est endémique des eaux du Viêt Nam.

## Publication originale
- Smith, 1935 : The Sea-Snakes (Hydrophiidae). Dana Report, Copenhagen, n. 8, p. 1-6.